# Абильгор, Сёрен
Сёрен Абильгор (дат. Sören Abildgaard; 18 февраля 1718, Христианзанд — 1791, Копенгаген) — датский натуралист, писатель и иллюстратор; живописец и чертёжник, известный своими точными рисунками с памятников старины севера, хранящимися в университетской библиотеке в Копенгагене. Норвежец по происхождению. Отец художника Н. А. Абильгора и ветеринара П. Х. Абильгора.
Участвовал (наряду с Мартином Генрихом Ратке и др.) в завершении публикации начатого О. Ф. Мюллером систематического справочника Zoologiae Danicae Prodromus — первого издания такого рода по датской и норвежской зоологии, и в течение многих лет — наиболее полного. Он также интересовался естественными науками и опубликовал ряд небольших диссертаций, в основном по геологии. Отмечалось, правда, что тома, вышедшие после смерти Мюллера, так и не достигли уровня «Flora Danica» Георга Христиана Одера (Georg Christian Oeder).
Работы художника хранятся в Национальном музее Дании и Замке Фредериксборг.